# فيرفيلد (ألاباما)
فيرفيلد (بالإنجليزية: Fairfield)‏ هي مدينة أمريكية تقع في ولاية ألاباما.تبلغ مساحة هذه المدينة 9.2 (كم²)،ويبلغ عدد سكانها 11117 نسمة حسب إحصاء سنة 2010 م.تشير الإحصاءات بأن الكثافة السكانية في هذه المدينة تقدر بـ(1345.8) نسمة/كم2.

## التركيبة السكانية
حدّد مكتب تعداد الولايات المتحدة بيانات التركيبة السكانية لفيرفيلد في تعداد الولايات المتحدة. في ما يلي، التركيبة السكانية حسب تعدادي 2000 و2010.

### تعداد عام 2000
بلغ عدد سكان فيرفيلد 12,381 نسمة بحسب تعداد عام 2000، وبلغ عدد الأسر 4,600 أسرة وعدد العائلات 3,142 عائلة مقيمة في المدينة. في حين سجلت الكثافة السكانية 1,377.2 نسمة لكل كيلومتر مربع (3,566.9/ميل2). وبلغ عدد الوحدات السكنية 4,960 وحدة بمتوسط كثافة قدره 551.7 لكل كيلومتر مربع (1,428.9/ميل2).
وتوزع التركيب العرقي للمدينة بنسبة 8.90% من البيض و90.23% من الأمريكيين الأفارقة و0.06% من الأمريكيين الأصليين و0.15% من الأمريكيين ذوي الأصول الآسيوية و0.02% من سكان جزر المحيط الهادئ و0.17% من الأعراق الأخرى و0.48% من عرقين مختلطين أو أكثر و0.59% من الهسبانيون أو اللاتينيون من أي عرق.
بلغ عدد الأسر 4,600 أسرة كانت نسبة 40% منها لديها أطفال تحت سن الثامنة عشر تعيش معهم، وبلغت نسبة الأزواج القاطنين مع بعضهم البعض 35.6% من أصل المجموع الكلي للأسر، ونسبة 28.4% من الأسر كان لديها معيلات من الإناث دون وجود شريك، بينما كانت نسبة 4.4% من الأسر لديها معيلون من الذكور دون وجود شريكة وكانت نسبة 31.7% من غير العائلات. تألفت نسبة 29.2% من أصل جميع الأسر من عدة أفراد يعيشون في نفس المنزل ونسبة 12% كانت تتألف من شخص يعيش بمفرده يبلغ من العمر 65 عاماً أو أكثر. وبلغ متوسط حجم الأسرة المعيشية 2.55، أما متوسط حجم العائلات فبلغ 3.17.
بلغ العمر الوسطي للسكان 35.5 عاماً. وكانت نسبة 26.7% من القاطنين تحت سن الثامنة عشر، وكانت نسبة 9% بين الثامنة عشر والرابعة والعشرين عاماً، ونسبة 24.9% كانت واقعةً في الفئة العمرية ما بين الخامسة والعشرين والرابعة والأربعين عاماً، ونسبة 22.1% كانت ما بين الخامسة والأربعين والرابعة والستين، ونسبة 12.3% كانت ضمن فئة الخامسة والستين عاماً فما فوق. يوجد لكل 100 أنثى 79.1 ذكر، ويوجد لكل 100 أنثى في الثامنة عشر من عمرها فما فوق 72.8 ذكر.
بلغ متوسط دخل الأسرة في المدينة 27,845 دولارًا، أما متوسط دخل العائلة فبلغ 38,552 دولارًا. وكان متوسط دخل الذكور 30,833 دولارًا مقابل 25,143 دولارًا للإناث. وسجل دخل الفرد الخاص بالمدينة 14,607 دولارًا. وكانت نسبة 16.5% من العائلات ونسبة 21.5% من السكان تحت خط الفقر، وكان من هؤلاء نسبة 27.6% تحت سن الثامنة عشر ونسبة 25.3% في الخامسة والستين من العمر وما فوق.

### تعداد عام 2010
بلغ عدد سكان فيرفيلد 11,117 نسمة بحسب تعداد عام 2010، وبلغ عدد الأسر 4,229 أسرة وعدد العائلات 2,738 عائلة مقيمة في المدينة. في حين سجلت الكثافة السكانية 1,236.6 نسمة لكل كيلومتر مربع (3,202.8/ميل2). وبلغ عدد الوحدات السكنية 4,935 وحدة بمتوسط كثافة قدره 548.9 لكل كيلومتر مربع (1,421.6/ميل2).
وتوزع التركيب العرقي للمدينة بنسبة 4.16% من البيض و94.61% من الأمريكيين الأفارقة و0.04% من الأمريكيين الأصليين و0.01% من الأمريكيين ذوي الأصول الآسيوية و0.03% من سكان جزر المحيط الهادئ و0.71% من الأعراق الأخرى و0.45% من عرقين مختلطين أو أكثر و1.14% من الهسبانيون أو اللاتينيون من أي عرق.
بلغ عدد الأسر 4,229 أسرة كانت نسبة 32.6% منها لديها أطفال تحت سن الثامنة عشر تعيش معهم، وبلغت نسبة الأزواج القاطنين مع بعضهم البعض 28.3% من أصل المجموع الكلي للأسر، ونسبة 31.4% من الأسر كان لديها معيلات من الإناث دون وجود شريك، بينما كانت نسبة 5.1% من الأسر لديها معيلون من الذكور دون وجود شريكة وكانت نسبة 35.3% من غير العائلات. تألفت نسبة 32.7% من أصل جميع الأسر من عدة أفراد يعيشون في نفس المنزل ونسبة 12.4% كانت تتألف من شخص يعيش بمفرده يبلغ من العمر 65 عاماً أو أكثر. وبلغ متوسط حجم الأسرة المعيشية 2.45، أما متوسط حجم العائلات فبلغ 3.10.
بلغ العمر الوسطي للسكان 36.8 عاماً. وكانت نسبة 23% من القاطنين تحت سن الثامنة عشر، وكانت نسبة 14.3% بين الثامنة عشر والرابعة والعشرين عاماً، ونسبة 20.7% كانت واقعةً في الفئة العمرية ما بين الخامسة والعشرين والرابعة والأربعين عاماً، ونسبة 28.9% كانت ما بين الخامسة والأربعين والرابعة والستين، ونسبة 13% كانت ضمن فئة الخامسة والستين عاماً فما فوق. وتوزع التركيب الجنسي للسكان بنسبة 44.1% ذكور و55.9% إناث.

## أعلام
- سام هايلي
- هاري مالمبيرغ
- كليفلاند إيتون
- جورج غوردون كروفورد
- غوردون هولمز
- والتر غيلبرت
- سبيدر مارتن
- ريد كوشران